# رودريك ميلر
رودريك ميلر (بالإنجليزية: Roderick Miller)‏ هو محامي وضابط وسياسي أمريكي، ولد في 20 أكتوبر 1924 بمقاطعة إيفانغلين في الولايات المتحدة، وتوفي في 15 يناير 2005 بلافاييت في الولايات المتحدة. حزبياً، نشط في الحزب الجمهوري. وقد انتخب عضو مجلس نواب لويزيانا.